# Bronisław Hołub
Bronisław Hołub vel Bronisław Gołub (ur. 11 listopada?/23 listopada 1890 w Mińsku Litewskim, zm. 1940 w Katyniu) – major piechoty Wojska Polskiego, kawaler Orderu Virtuti Militari, ofiara zbrodni katyńskiej.

## Życiorys
Urodził się w rodzinie Józefa i Haliny z Reutów. Absolwent gimnazjum w Mińsku. W latach 1909–1914 pracował jako urzędnik kolejowy. Wcielony do wojska, ukończył szkołę oficerską i został wysłany na front. Dwukrotnie ranny. W 1917 wstąpił do I Korpusu Polskiego. Za walki z bolszewikami odznaczony „amarantową wstążką” I Korpusu. Po demobilizacji udał się na Kubań i w grudniu 1918 wstąpił do 4 Dywizji. Brał udział w walkach w szeregach 15 pułku strzelców. W wojnie polsko-bolszewickiej dowodził kompanią 31 pułku piechoty. Został ranny w bitwie pod Borysowem. 11 lipca 1920 ciężko ranny pod Mińskiem, wzięty do niewoli. Zwolniony po ponownym zajęciu Mińska przez Polaków.
Po zakończeniu działań wojennych kontynuował służbę w 31 pp w Łodzi. W 1923 pełnił obowiązki dowódcy II batalionu. 1 grudnia 1924 został mianowany majorem ze starszeństwem z 15 sierpnia 1924 i 107. lokatą w korpusie oficerów piechoty. W maju 1925 został przeniesiony do 27 pułku piechoty w Częstochowie na stanowisko dowódcy II batalionu. Później został przesunięty na stanowisko dowódcy I batalionu. W lipcu 1929 został przeniesiony do 33 pułku piechoty w Łomży na stanowisko dowódcy batalionu. W marcu 1931 został przeniesiony do Powiatowej Komendy Uzupełnień Włodzimierz Wołyński na stanowisko komendanta. W lipcu 1935 został zwolniony z zajmowanego stanowiska i pozostawiony bez przynależności służbowej z równoczesnym oddaniem do dyspozycji dowódcy Okręgu Korpusu Nr II. Z dniem 31 stycznia 1936 został przeniesiony w stan spoczynku. Do wybuchy wojny był dowódcą 11 batalionu Junackich Hufców Pracy
W kampanii wrześniowej wzięty do niewoli radzieckiej, osadzony w Kozielsku. Został zamordowany wiosną 1940 w lesie katyńskim. Figuruje na Liście Wywózkowej 032/1 z 14 kwietnia 1940 r. poz. 65.
5 października 2007 minister obrony narodowej Aleksander Szczygło mianował go pośmiertnie na stopień podpułkownika. Awans został ogłoszony 9 listopada 2007, w Warszawie, w trakcie uroczystości „Katyń Pamiętamy – Uczcijmy Pamięć Bohaterów”.
Bronisław Hołub od 1925 był żonaty z Marią Grodkówną, z którą miał córki Jadwigę i Halinę.

## Ordery i odznaczenia
- Krzyż Srebrny Orderu Wojskowego Virtuti Militari – 28 lutego 1921[14]
- Krzyż Walecznych dwukrotnie[15]
- Złoty Krzyż Zasługi – 10 listopada 1928[16][15]
- Amarantowa wstążka
- Odznaka za Rany i Kontuzje[17]

## Upamiętnienie
Przy wileńskim Gimnazjum im. Adama Mickiewicza w roku 2009 zasadzono „Dąb Pamięci Bronisława Hołuba zamordowanego w Katyniu w roku 1940”, a w grudniu 2012 odsłonięto kamień upamiętniający Bronisława Hołuba.